# Orphinus fulvipes
Orphinus fulvipes är en skalbaggsart som först beskrevs av Guérin-Méneville 1838.  Orphinus fulvipes ingår i släktet Orphinus och familjen ängrar. Inga underarter finns listade i Catalogue of Life.